# Francisco Javier Oliete
Francisco Javier Oliete Valle (Zaragoza, España, 9 de septiembre de 1970) es un exfutbolista español que jugaba como defensa.

## Clubes
| Club                   | País   | Año       |
| ---------------------- | ------ | --------- |
| F. C. Barcelona "C"    | España | 1989-1990 |
| F. C. Barcelona "B"    | España | 1990-1991 |
| Albacete Balompié      | España | 1991-1993 |
| R. C. Celta de Vigo    | España | 1993-1994 |
| Albacete Balompié      | España | 1994-1995 |
| Real Sporting de Gijón | España | 1996-1997 |
| U. E. Lleida           | España | 1997-1998 |

## Palmarés

### Campeonatos nacionales
| Título             | Club                | País   | Año  |
| ------------------ | ------------------- | ------ | ---- |
| Segunda División B | F. C. Barcelona "B" | España | 1991 |